# Bulbul d'Arabie
Pycnonotus xanthopygos
Espèce
Statut de conservation UICN

 LC  : Préoccupation mineure
Le Bulbul d'Arabie (Pycnonotus xanthopygos) est une espèce de passereaux de la famille des Pycnonotidae.

## Répartition
C'est un oiseau sédentaire qui vit dans les vergers, les jardins, les villes, etc. Il est le membre le plus commun des Bulbuls en  Israël et an. En Turquie, il se trouve principalement dans la région côtière de la mer Méditerranée mais il est présent tout de même de Patara/Kas près de Gelemiş à l'ouest à Türkoğlu à l'est. Les populations nicheuses sont trouvées du centre et du sud de la Turquie, à l'ouest de la Syrie, au Liban, en Jordanie occidentale, en Israël, dans le Sinaï et dans l'est, le centre et le Sud de l'Arabie.

## Description
C'est un petit oiseau, un peu plus gros qu'un moineau. Il mesure 19 à 21 centimètres de longueur et son envergure est de 20 à 25 centimètres. Les deux sexes sont semblables, les jeunes ont un capuchon brun et des cercles autour des yeux moins voyants que les adultes.

## Reproduction

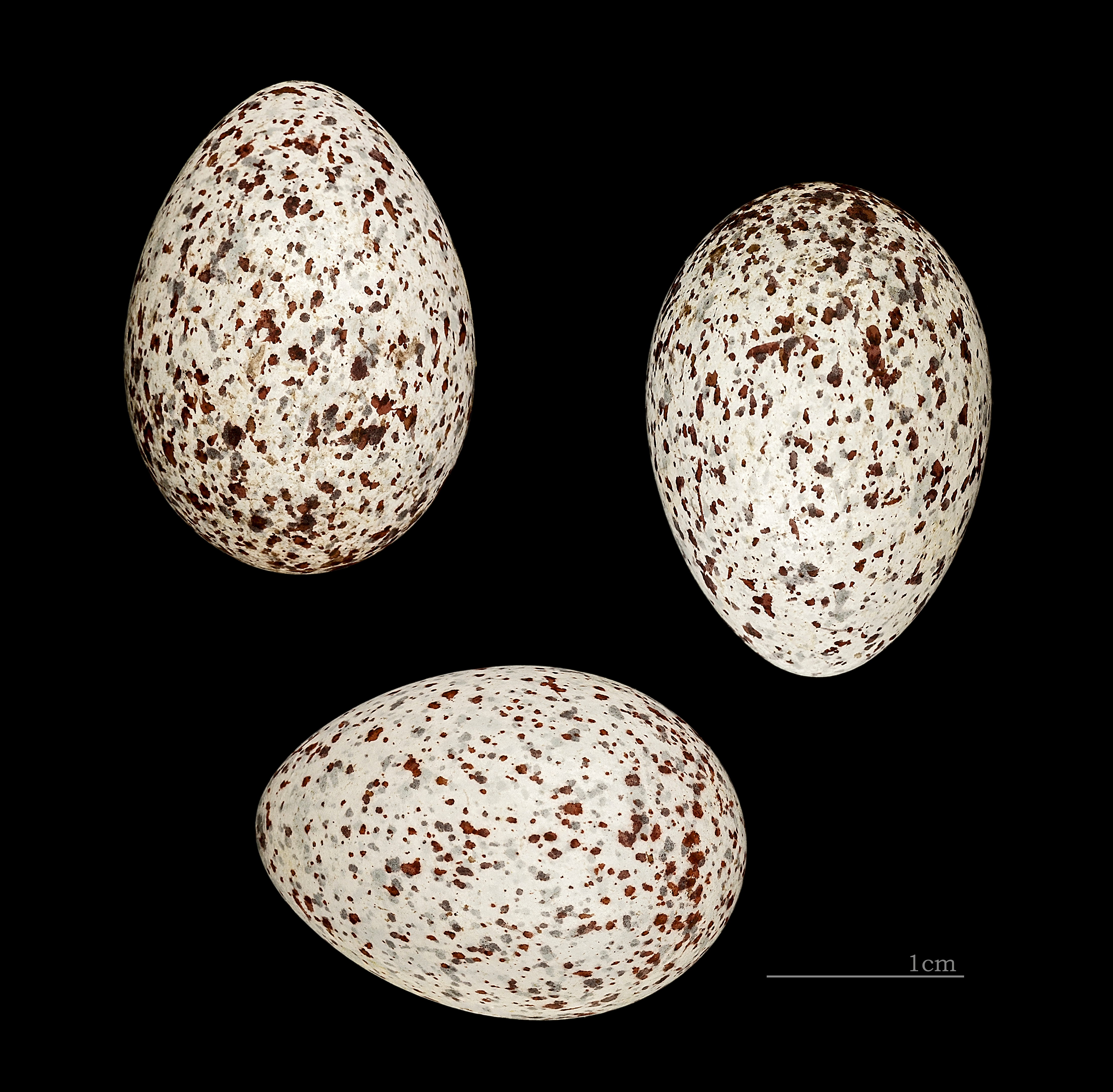
Œufs de Pycnonotus xanthopygos Muséum de Toulouse

Le nid, une petite coupe de rameaux minces, de brins d'herbe, de feuilles et de mousse est généralement situé dans un buisson et rembourré de poils, d'écorce râpée et de petites racines.

## Systématique
L'espèce Pycnonotus xanthopygos a été décrite par les ornithologues allemands Friedrich Wilhelm Hemprich et Christian Gottfried Ehrenberg en 1833.
D'après le Congrès ornithologique international, c'est une espèce monotypique.